# František Trejtnar
František Trejtnar (7. března 1917 Kunvald – 4. prosince 1982 Brno) byl československý vojenský letec a příslušník 310. československé stíhací perutě RAF.

## Životopis
František Trejtnar se narodil 7. března 1917 v Kunvaldu u Žamberka. Po vychození obecné a měšťanské školy se v Žamberku vyučil elektrikářem. V roce 1935 se stal posluchačem školy leteckého dorostu v Prostějově a před druhou světovou válkou absolvoval kurz leteckých mechaniků v Nitře. Po vyhlášení Slovenského státu v roce 1939 byl přeložen na letiště v Hradci Králové a brzy na to 1. května demobilizován.

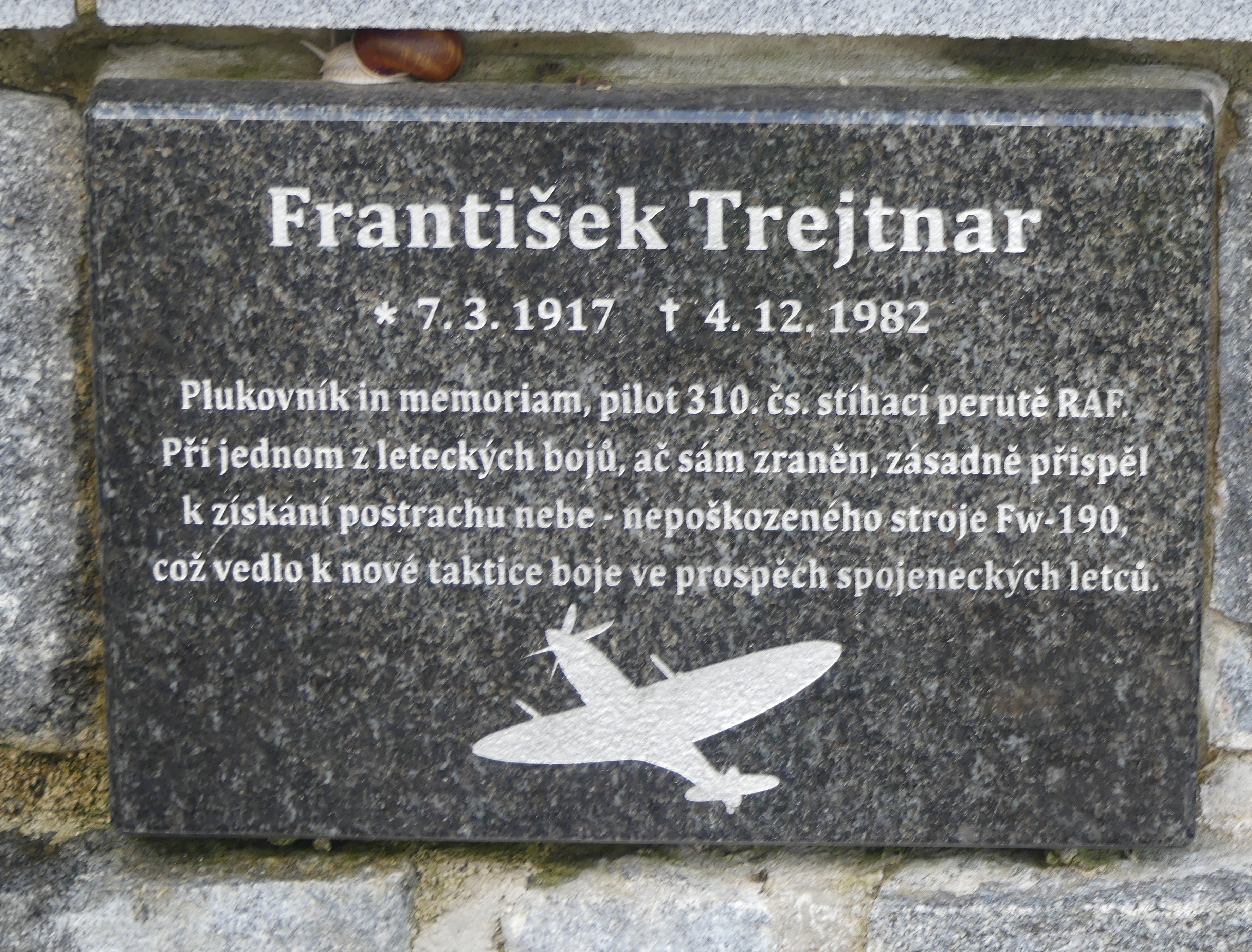
Pamětní deska Františka Trejtnara na hřbitově v Kunvaldu.

Dne 23. června 1942 odstartoval s letounem Supermarine Spitfire z letiště Bolt Head, aby kryl návrat perutě z doprovodu bombardérů nad Francii. Po souboji s Arminem Faberem musel opustit svůj stroj na padáku, německý pilot následně přistál s obávaným stíhacím letounem Focke-Wulf Fw 190 ve Walesu. Jednalo se o první ukořistěný letuschopný Fw 190, který následně RAF využila ke stanovení taktiky při souboji s těmito stíhačkami.

## Vyznamenání
- 1942  Československá medaile Za chrabrost před nepřítelem
- 1943  Československý válečný kříž 1939
- 1943  Československá medaile Za chrabrost před nepřítelem, udělena podruhé
- 1945  Československý válečný kříž 1939, udělen podruhé
- 1946  Československá medaile za zásluhy, I. stupeň
- 1946  Československý válečný kříž 1939, udělen potřetí
- 1946  Československý válečný kříž 1939, udělen počtvrté
- 1946  Československá medaile Za chrabrost před nepřítelem, udělena potřetí
- Pamětní medaile československé armády v zahraničí, štítek Francie a Velká Británie
- Hvězda 1939–1945 [1]
- Válečná medaile 1939–1945[2]
- Evropská hvězda leteckých osádek[3]